# Peter Stašák
Peter Stašák (* 5. června 1950 v Spišském Bystrém) je slovenský zpěvák, textař a moderátor.

## Ze života
Má vlastní relaci Kaviareň Slávia. Účinkoval v hudebně-zábavním programu Repete.

## Písně

### Známé hity
- Všetkým dievčatám – (+Michal Dočolomanský)
- Žijem,žijem
- Láska svetom letí
- V prístave túžob
- Môj život je pieseň
- Buď mojím prílivom
- Nikto nemá dva životy
- Wagon Slovakia